# Mr. Lipstick
Mr. Lipstick (tiếng Thái: แต้มรัก; RTGS: Taem Rak) là một bộ phim truyền hình Thái Lan phát sóng năm 2021 với sự tham gia của Arak Amornsupasiri (Pae) và Sushar Manaying (Aom).
Bộ phim được đạo diễn bởi Ekkasit Trakulkasemsuk và sản xuất bởi GMMTV. Đây là một trong mười sáu dự án phim truyền hình trong năm 2021 được GMMTV giới thiệu trong sự kiện "GMMTV 2021 The New Decade Begins" vào ngày 3 tháng 12 năm 2020. Bộ phim được phát sóng vào lúc 20:30 (ICT), thứ Tư và thứ Năm trên GMM 25 và phát lại vào 22:30 (ICT) cùng ngày trên nền tảng trực tuyến Viu, bắt đầu từ ngày 24 tháng 3 năm 2021. Bộ phim kết thúc vào ngày 13 tháng 5 năm 2021.

## Diễn viên
Dưới đây là dàn diễn viên của bộ phim:

### Diễn viên chính
- Arak Amornsupasiri (Pae) vai Chai Kao
- Sushar Manaying (Aom) vai Mod

### Diễn viên phụ
- Prachakorn Piyasakulkaew (Sun) vai Tul
- Sakolrat Wornurai (Four) vai Wi
- Nachat Juntapun (Nicky) vai Mhee (anh trai Mod)
- Chatchawit Techarukpong (Victor) vai Muek (anh trai Mod)
- Tanthasatien Pol vai Panat (bố của Mod)
- Sruangsuda Lawanprasert (Namfon) vai Mullika (mẹ của Mod)
- Natha Lloyd (Mai) vai Kaew (chị của Kao)
- Ampha Phoosit vai Srinuan
- Pattadon Janngeon (Fiat) vai Thanwa (em trai của Tul)
- Ployshompoo Supasap (Jan) vai Pi Pi (em gái của Tul)
- Wanwimol Jaenasavamethee (June) vai Dujdao (bạn của Thanwa)

## Nhạc phim
| Tên bài hát                                                          | Thể hiện                         | Ref.  |
| -------------------------------------------------------------------- | -------------------------------- | ----- |
| เมื่อไหร่จะถึงใจเธอ (Muea Rai Cha Thueng Chai Thoe)                      | Sarunchana Apisamaimongkol (Aye) | [ 3 ] |
| เปลี่ยนคะแนนเป็นแฟนได้ไหม (Love Score) (Plian Kha Naen Pen Faen Dai Mai) | SIZZY Korapat Kirdpan (Nanon)    | [ 4 ] |

## Đón nhận

### Rating truyền hình Thái Lan
- Trong bảng dưới đây, màu xanh biểu thị rating thấp nhất và màu đỏ biểu thị rating cao nhất.

| Tập        | Khung giờ (UTC+07:00)   | Ngày phát sóng      | Tỷ lệ rating trung bình |
| ---------- | ----------------------- | ------------------- | ----------------------- |
| 1          | Thứ Tư - Thứ Năm, 20:30 | 24 tháng 3 năm 2021 | 0.290%                  |
| 2          | 25 tháng 3 năm 2021     | 0.180%              |                         |
| 3          | 31 tháng 3 năm 2021     | 0.220%              |                         |
| 4          | 1 tháng 4 năm 2021      | 0.240%              |                         |
| 5          | 7 tháng 4 năm 2021      | 0.230%              |                         |
| 6          | 8 tháng 4 năm 2021      | 0.130%              |                         |
| 7          | 21 tháng 4 năm 2021     | 0.140%              |                         |
| 8          | 22 tháng 4 năm 2021     | 0.240%              |                         |
| 9          | 28 tháng 4 năm 2021     | 0.150%              |                         |
| 10         | 29 tháng 4 năm 2021     | 0.120%              |                         |
| 11         | 5 tháng 5 năm 2021      | 0.150%              |                         |
| 12         | 6 tháng 5 năm 2021      | 0.170%              |                         |
| 13         | 12 tháng 5 năm 2021     | 0.120%              |                         |
| 14         | 13 tháng 5 năm 2021     | 0.210%              |                         |
| Trung bình | Trung bình              | Trung bình          | 0.185% 1                |

^1  Dựa trên tỷ lệ rating trung bình mỗi tập.